# 伊布拉希姆普尔
伊布拉希姆普尔（Ibrahimpur），是印度北方邦Azamgarh县的一个城镇。总人口6653（2001年）。

## 人口
该地2001年总人口6653人，其中男性3424人，女性3229人；0—6岁人口1325人，其中男685人，女640人；识字率36.21%，其中男性为43.52%，女性为28.46%。